# Les McCann
Pour les articles homonymes, voir McCann.
Les McCann, nom de scène de Leslie Coleman McCann, né le 23 septembre 1935 à Lexington (Kentucky) et mort le 29 décembre 2023 à Los Angeles (Californie), est un pianiste et chanteur américain de jazz.

## Biographie
Pianiste et chanteur, Les McCann se produit dès 1956 pour le Ed Sullivan Show.
Il s'installe ensuite sur la côte Ouest, forme un trio et signe chez Pacific Jazz Records. Il enregistre plusieurs albums sous son nom entre 1960 et 1964, côtoyant notamment Ben Webster, Joe Pass, Stanley Turrentine, Richard « Groove » Holmes, Blue Mitchell et Gerald Wilson.
En 1965, il signe chez Limelight Records, puis rejoint Atlantic en 1968. Il va signer sur ce label ses plus grands succès, même si la qualité artistique de ses débuts s'estompe progressivement, ses talents de chanteur étant de plus en plus mis en avant. Il accorde aussi une place croissante aux synthétiseurs.
Il commence à cette période une collaboration avec Eddie Harris avec qui il chante, joue du clavier acoustique ou synthétique et de l'orgue, tandis que Eddie Harris met en avant son célèbre « Varitone » Selmer .
En 1977, il change encore et passe chez ABC, y signant 2 albums plutôt disco-funk, pour ensuite passer en 1978 chez A&M  où, avec la participation de grands musicien du label (Jeffrey Osborne, Mc Ghee, Keni Burke), il produit des albums funky, musicalement léchés et riches.
Dans les années 1990, il a quelques problèmes de santé, mais continue à se produire régulièrement.

## Discographie sélective
- 1960 : Plays the Truth
- 1961 : The Shout
- 1961 : In San Francisco
- 1961 : In New York
- 1962 : Plays the Shampoo at the Village Gate
- 1963 : The Gospel Truth
- 1964 : McCanna
- 1965 : Live at Shelly Mann's Hole
- 1967 : Live at Bohemian Caverns
- 1969 : Swiss Movement (avec Eddie Harris)
- 1972 : Live at Montreux
- 1975 : Hustle to Survive
- 1976 : River High, River Low
- 1977 : Change Change Change; Live at the Roxy
- 1977 : Music Lets Me Be
- 1978 : The Man
- 1979 : Tall, Dark & Handsome
- 2001 :  Pump it Up